# Мешкі-Ружкі
Мешкі-Ружкі (пол. Mieszki-Różki) — село в Польщі, у гміні Цеханув Цехановського повіту Мазовецького воєводства.
Населення — 346 осіб (2011).
У 1975-1998 роках село належало до Цехановського воєводства.

## Демографія
Демографічна структура станом на 31 березня 2011 року:
|          | Загалом | Допрацездатний вік | Працездатний вік | Постпрацездатний вік |
| -------- | ------- | ------------------ | ---------------- | -------------------- |
| Чоловіки | 174     | 48                 | 113              | 13                   |
| Жінки    | 172     | 46                 | 98               | 28                   |
| Разом    | 346     | 94                 | 211              | 41                   |